# Velocità di risposta

Effetto della velocità di risposta su un'onda quadra: il segnale di ingresso è indicato in rosso, quello di uscita in verde

La velocità di risposta, o slew rate, è una grandezza elettrica che indica la velocità, espressa in volt per unità di tempo, con cui è capace di reagire un dispositivo o circuito elettronico, sollecitato sul suo ingresso, da un impulso di tensione, il cui valore, da minimo a massimo, è contenuto in un tempo brevissimo. Eccitazioni del genere idealmente darebbero luogo a segnali di uscita che variano troppo rapidamente per poter essere effettivamente riprodotti: infatti, qualunque apparato fisico è in grado di erogare esclusivamente correnti finite, e non può quindi far altro che limitarsi a generare variazioni di tensione che non eccedono una determinata quantità, la velocità di risposta σ appunto. Esso si esprime in volt su microsecondo.

## Amplificatore operazionale
Se un amplificatore operazionale viene sollecitato da un impulso, ad esempio da un'onda quadra, la corrente erogata dallo stadio differenziale saturerà ad un valore finito, e la tensione di uscita varierà linearmente con una pendenza finita pari a σ: si veda a questo proposito la figura. Lo slew rate di un amplificatore operazionale è definito come il massimo tasso di variazione della risposta su tutti i possibili segnali d'ingresso
{\displaystyle \sigma =\max \left|{\frac {\partial v_{\mathrm {out} }\left(t\right)}{\partial t}}\right|}
dove
{\displaystyle v_{\mathrm {out} }\left(t\right)}
è la tensione prodotta dall'amplificatore in funzione del tempo t.

### Dettagli tecnici
Il fatto che la corrente generata debba saturare è legato alla struttura dello stadio differenziale. Esso presenta due nodi di ingresso che possono essere, ad esempio, i contatti di base di una coppia di transistori bipolari: quando la tensione di ingresso è sufficientemente elevata, in pratica superiore ad una tensione di accensione 4VT, uno dei due entra in forte conduzione e interdice l'altro che rimane quindi a "secco". A quel punto, la corrente erogata dallo stadio di ingresso viene a coincidere con il massimo valore possibile I (legato all'alimentazione e ai meccanismi interni di regolazione), e viene iniettata nello stadio di guadagno. Dato che quest'ultimo viene normalmente compensato introducendo un condensatore C tra il nodo di ingresso e quello di uscita, già a frequenze non troppo elevate quasi tutta la corrente proveniente dallo stadio precedente contribuisce a caricare la capacità, dando così in risposta una rampa di tensione con pendenza pari allo slew rate
{\displaystyle \sigma ={\frac {I}{C}}=PGB\cdot 4V_{T}}
l'ultima espressione è valida se l'amplificazione dello stadio di guadagno è molto maggiore rispetto all'unità, e ha il vantaggio di far intervenire solo parametri accessibili: il prodotto guadagno banda PGB e la tensione 4VT, che dipende esclusivamente dalla temperatura. Essa permette inoltre di identificare nel prodotto guadagno banda l'unico termine sul quale si può intervenire per migliorare lo slew rate.

#### Chiusura in retroazione
Mentre un amplificatore compensato ad anello aperto si comporta come un integratore, ad anello chiuso la sua banda aumenta a dismisura. Questo non significa che lo slew rate viene eliminato: semplicemente, piuttosto che distorcere segnali intensi, agirà su segnali che variano rapidamente. In ogni caso, il sistema non potrà imprimere all'uscita uno slope che eccede σ; al limite, potranno essere riprodotti fedelmente tutti i segnali che rientrano nei limiti imposti dallo slew rate. Prendiamo ad esempio in considerazione un amplificatore retroazionato in maniera tale da comportarsi come un inseguitore di tensione: dato che il dispositivo ad anello aperto si comporta essenzialmente come un integratore, ai morsetti di accesso dovrà apparire una tensione proporzionale alla variazione del segnale di ingresso. Precisamente
{\displaystyle {\frac {1}{PGB}}{\frac {\partial v_{\mathrm {in} }\left(t\right)}{\partial t}}}
si avrà slew rate, e il segnale di uscita varierà linearmente con pendenza pari a σ, quando questa quantità supera in modulo 4VT, cioè quando l'ingresso varia più rapidamente dello slew rate. In caso contrario, i limiti di dinamica sono rispettati e il segnale di input viene replicato in uscita senza distorsione.

## Misurazione
Nel caso interessi misurare sperimentalmente lo slew rate di un dispositivo, si può ricorrere ad un generatore di segnale "onda quadra" e ad un oscilloscopio; questi strumenti devono essere collegati rispettivamente ai morsetti di accesso e a quelli di prelievo. Il fronte di salita dell'onda quadra forzerà il sistema ad andare in slew rate. Sull'oscilloscopio, che confronta l'ingresso con l'uscita, dovrebbe apparire la transizione di livello della sollecitazione e la rampa della risposta. Se non è questo ciò che si osserva, significa che l'eccitazione non è sufficientemente veloce per osservare lo slew rate del circuito: in questo caso, è necessario o aumentare l'intensità o ridurre il rise time dell'onda quadra. Una volta ottenuto un risultato soddisfacente, lo slew rate può essere calcolata banalmente derivando la pendenza della rampa in uscita.

## Problematiche
Lo slew rate è fonte di distorsione non lineare in corrispondenza dei fronti ripidi dell'ingresso, dato che questi non possono essere riprodotti in uscita: il fenomeno è particolarmente deleterio nelle applicazioni analogiche, ad esempio nel campo dell'alta fedeltà. Nelle apparecchiature digitali, i dispositivi affetti da slew rate introducono ritardi di propagazione e possono quindi dar luogo, se introdotti all'interno di reti sequenziali asincrone, ad alee.